# 용노래기속
용노래기속(Desmoxytes 데스목시테스[*])은 동남아시아에서 발견되는 띠노래기과의 노래기들의 속이다. 1923년 랠프 베리 체임벌린이 처음 기재했다. 중국 남동부에서 미얀마, 태국, 베트남 일대에 최소 29종 이상이 서식한다.
용노래기속의 노래기들은 포식자를 쫓기 위해 청산을 분비하는 능력이 있다. 때문에 이 노래기들에게서는 아몬드 향이 난다.